# Йонг, Эд
Эд Йонг (англ. Ed Yong, род. декабрь 1981 года) — научный журналист The Atlantic, специализирующийся на микроорганизмах и биологической тематике. В 2021 году Йонг стал лауреатом Пулитцеровской премии за серию статей о ходе и развитии пандемии COVID-19.

## Биография
Научный журналист малайзийского происхождения, Эд Йонг эмигрировал в Великобританию в 1994 году. Он окончил бакалавриат и магистратуру естественных наук в Пембрук-колледже Кембриджского университета в 2002. Позднее юноша также завершил аспирантуру по биохимии Университетского колледжа Лондона.
Эд Йонг начал свою карьеру в 2006 году с работы в благотворительной организации по исследованию злокачественной опухолей. Параллельно он начал вести собственный научно-популярный блог Not Exactly Rocket Science, который к 2010 году получил три награды Research Blogging Awards в разных номинациях, в 2014-м — награду Ассоциации британских научных писателей. По состоянию на 2016 год портал являлся частью сети блогов National Geographic Phenomen.
В разное время работы журналиста появлялись в National Geographic, New Yorker, Wired, Nature, New Scientist, Scientific American, Scientific American, BBC, Slate, The Guardian, The New York Times и многих других изданиях. В качестве научного репортёра он освещал темы о мире природы, включая исследования об эволюции гениталий уток и мёртвых фламинго. C 2015 года Йонг был штатным сотрудником The Atlantic, откуда ушёл в 2023.
Йонг женат на Лиз Нили, исполнительном директоре научно-популярного шоу и подкаста The Story Collider. Вместе пара читает лекции о важности научной журналистики и развитии сферы. Самостоятельно Йонг выступал на TED talk и Aspen Ideas Festival. В 2017 году журналист читал лекции в Университете Висконсина-Мэдисона.

## Признание и книги
Йонг отмечен рядом профессиональных наград, включая Премию Национальной академии имени Уильяма Кека в области научных коммуникаций 2010 года, Премию Майкла Дебейки в области журналистики за биомедицинские репортажи 2016 года, Премию Байрона Х. Ваксмана за выдающиеся достижения в области общественных коммуникаций и другие. Он также является лауреатом трёх наград от портала ResearchBlogging.org, который поддерживает адаптации статей рецензируемых научных журналов для более широкой публики. В 2012 году он был удостоен Премии Стивена Уайта от Национального союза журналистов. Йонг был также номинантом награды Seed Media Group как лучший Твиттер-блогер.
В серии статей 2020 года о пандемии COVID-19 Йонг прогнозировал ход эпидемии, разъяснял её опасности для населения, рассуждал о проблемах здравоохранения и адекватности мер американского правительства. Работы были удостоены Пулитцеровской премии за пояснительную журналистику. Жюри отметило его «за серию доходчивых, бескомпромиссных статей о пандемии COVID-19, которые предупредили течение болезни, обобщили сложные проблемы, с которыми столкнулась страна, осветили на неудачи правительства США и предоставили ясный и доступный контекст для научных и клинических испытаний, которые они повлекли». В своём благодарственном посте в Твиттере журналист поблагодарил около 300 источников, которые «нашли время поделиться с ним своим опытом». Также работы принесли Йонгу Премию Джорджа Полка за научные публикации; Премию Виктора Кона за медицинские научные репортажи, Премию Нила и Сьюзан Шиэн за журналистские расследования; Премию Джона П. Макговерна, Награду Американской ассоциации медицинских писателей; Премию научной журналистики Американской ассоциации содействия развитию науки.
Работы репортёра о влиянии микроорганизмов на жизнь животных легли в основу книги «Я вмещаю множество» (англ. I Contain Multitudes), которая стала бестселлером New York Times и была включена в списки лучших изданий 2016 года по версии National Public Radio, The Economist, The Guardian и многих других. Также она вошла в шорт-лист премии Wellcome Book Prize 2017 года и была отмечена в блоге Билла Гейтса. По состоянию на 2021 год журналист работал над второй книгой «Безмерный мир» (англ. An Immense World), также изучающей животных.
- Royal Society Science Books Prize[англ.] (2023)